# Sanquan
Sanquan (kinesiska: 三泉) är en köping i sydvästra Kina. Den ligger i stadsdistriktet Nanchuan, i storstadsområdet Chongqing, omkring 77 kilometer sydost om det centrala stadsdistriktet Yuzhong. Antalet invånare är 13 822. Befolkningen består av 6 885 kvinnor och 6 937 män. Barn under 15 år utgör 19,0 %, vuxna 15-64 år 66 %, och äldre över 65 år 13,0 %.